# Río Acheshbok
El río Acheshbok (del ruso: Ачешбок) es un río del krai de Krasnodar, en Rusia, afluente del río Bugunzh, que lo es del Jodz, tributario del Labá, de la cuenca hidrográfica del Kubán.
El río nace en las vertientes septentrionales del monte Achesbok en el Gran Cáucaso. Tiene una longitud de 14 km y una cuenca de 94 km². Es un río de montaña que discurre predominantemente en dirección nordeste. No atraviesa ningún núcleo de población. Su principal afluente es en río Tjach.